# Orioniani
Gli Orioniani (in inglese Orions) sono una specie aliena dell'universo fantascientifico di Star Trek. Le femmine della specie sono conosciute anche come Schiave di Orione, mentre i maschi talvolta sono noti come Pirati di Orione. Gli Orioniani inoltre sono radunati sotto il cosiddetto Sindacato di Orione. Nel XXXII secolo Orioniani e Andoriani sono radunati sotto la Catena di Smeraldo, un sindacato capitalista capeggiato dall'Orioniana Osyraa.

## Caratteristiche
Gli Orioniani sono una specie che considera legale la pratica della schiavitù e la sfrutta come fonte di reddito vendendo schiavi ad altre civiltà.
Le donne di questa specie, che hanno la fama di essere sessualmente insaziabili, secernono degli ormoni che provocano reazioni incontrollabili in molte specie umanoidi e che rendono i maschi della loro specie succubi.
Nell'episodio I pirati di Orione della serie animata appaiono degli Orioniani maschi di pigmentazione blu; essi sono stati caratterizzati nella quinta stagione della serie Star Trek: Lower Decks e definiti come una specie patriarcale concorrente delle Orioniane Verdi, la cui società invece è matriarcale. Fino all'uscita della quinta stagione di Lower Decks gli Orioniani Blu erano considerati un errore della produzione della serie animata, e quindi non canonici.

## Storia

### Sindacato di Orione
Potente organizzazione criminale del Quadrante Alfa gestita dagli Orioniani. I membri di questa organizzazione preferiscono il suicidio a una testimonianza davanti alle autorità che potrebbe compromettere l'organizzazione.
Quark ha scelto di non aderire all'organizzazione per gli elevati costi di ingresso, mentre in un altro episodio O'Brien viene infiltrato tra alcuni trafficanti del Sindacato per smantellarne i traffici.

### Catena di Smeraldo
Nel XXXII secolo Orioniani e Andoriani si riuniscono formando il sindacato capitalista della Catena di Smeraldo, capeggiato dalla perfida orioniana Osyraa nel 3189. La Catena di Smeraldo è organizzata come un gruppo criminale ed è dedita agli scambi commerciali ma anche ad attività spesso di dubbia legalità, facendo anche ampio uso dell'intimidazione e della schiavitù per debiti, rivelandosi una spina nel fianco della rinata Federazione dei Pianeti Uniti dopo l'arrivo della USS Discovery dal XXIII secolo.

## Orioniani celebri
- D'Nesh,[1] interpretata da Crystal Allen.
Schiava di Orione che, assieme alle sorelle Maras e Navaar, cerca di impadronirsi dell'Enterprise NX-01 annebbiando la coscienza dell'equipaggio grazie ai suoi feromoni. L'attrice compare anche nel film fan fiction del 2007 Star Trek: Of Gods and Men distribuito direct-to-video e diretto da Tim Russ, nella parte di Yara.
- D'Vana Tendi,[8] interpretata da Noël Wells, doppiata in italiano da Joy Saltarelli.
Timida guardiamarina (poi tenente) che lavora nell'infermeria della USS Cerritos e si vergogna in parte delle sue origini e della sua famiglia, formata da Pirati di Orione.
- D'Vela.[9]
Orioniana sottomessa all'Impero Terrestre, nell'universo dello specchio, che lavora a bordo dell'ISS Enterprise.
- Harr Caras, interpretato da Greg Bryk.
Scienziato orioniano del XXIII secolo a capo del vascello scientifico D'Var.
- Maras,[1] interpretata da Menina Fortunato.
Schiava di Orione che, assieme alle sorelle D'Nesh e Navaar, cerca di impadronirsi dell'Enterprise NX-01 annebbiando la coscienza dell'equipaggio grazie ai suoi feromoni.
- Navaar,[1] interpretata da Cyia Batten.
Schiava di Orione che, assieme alle sorelle D'Nesh e Maras, cerca di impadronirsi dell'Enterprise NX-01 annebbiando la coscienza dell'equipaggio grazie ai suoi feromoni. L'attrice aveva precedentemente interpretato la Terelliana Irina in un episodio della settima stagione della serie Star Trek: Voyager, oltre a essere una delle interpreti della Cardassiana, figlia di Gul Dukat, Tora Ziyal, in due episodi della serie Star Trek: Deep Space Nine.
- Osyraa,[10] interpretata da Janet Kidder.
Perfida Orioniana, ministro della Catena di Smeraldo che riunisce Orioniani e Andoriani nel XXXII secolo.

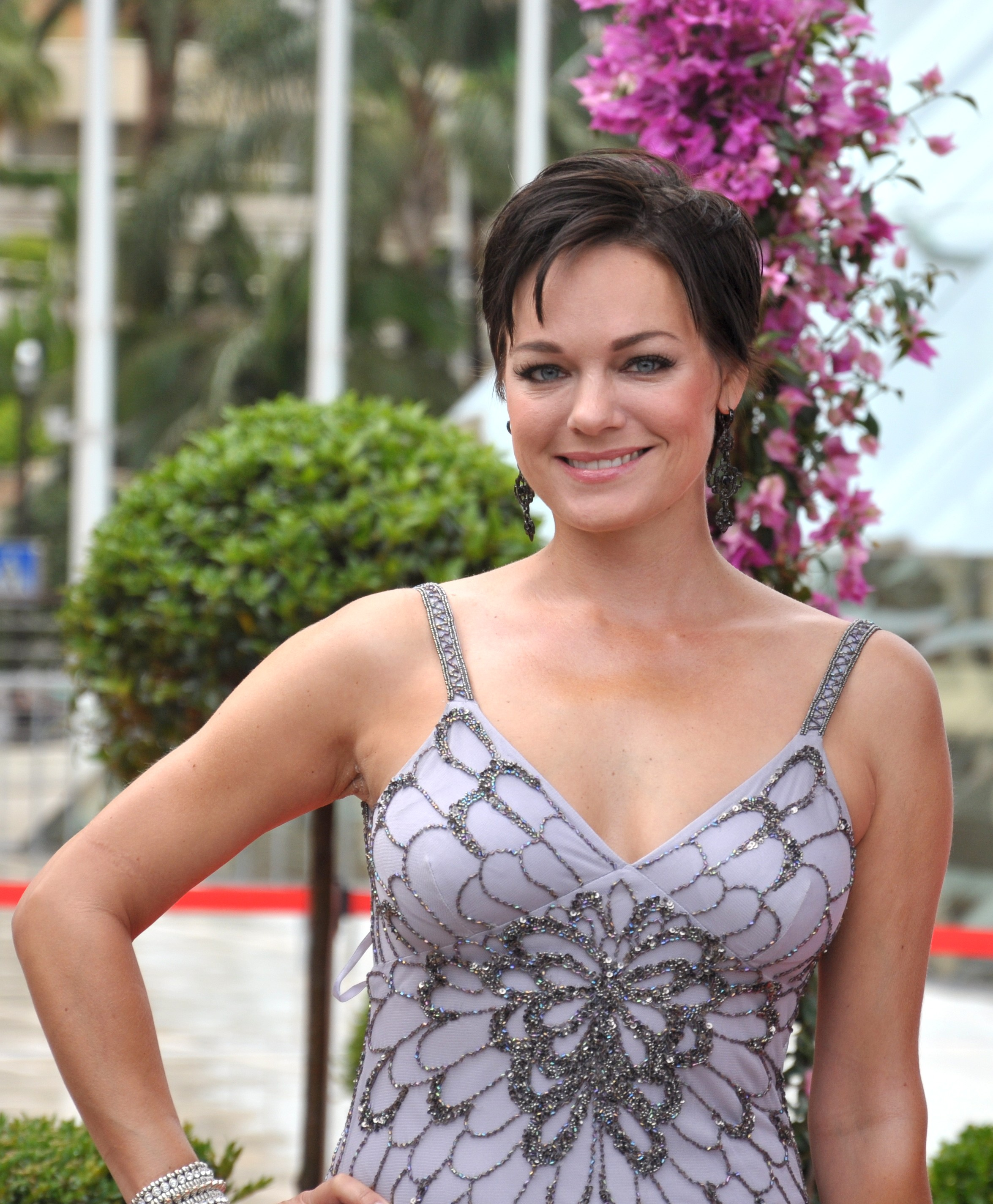
Crystal Allen, interprete di D'Nesh
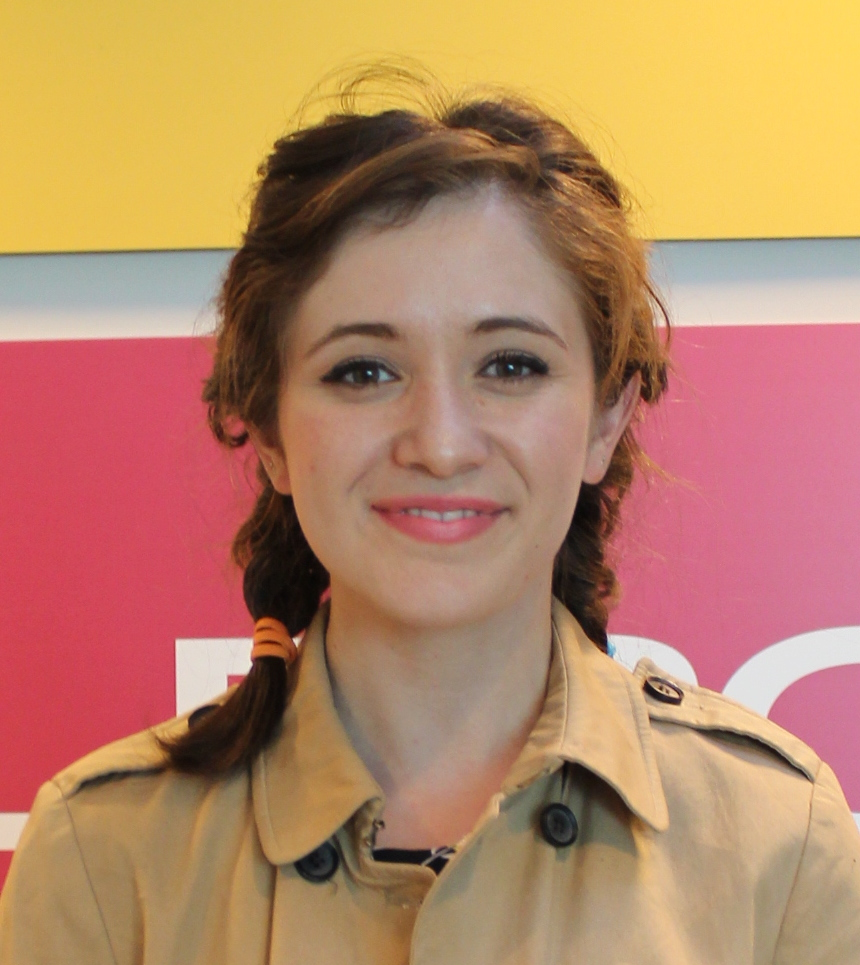
Noël Wells, interprete di D'Vana Tendi
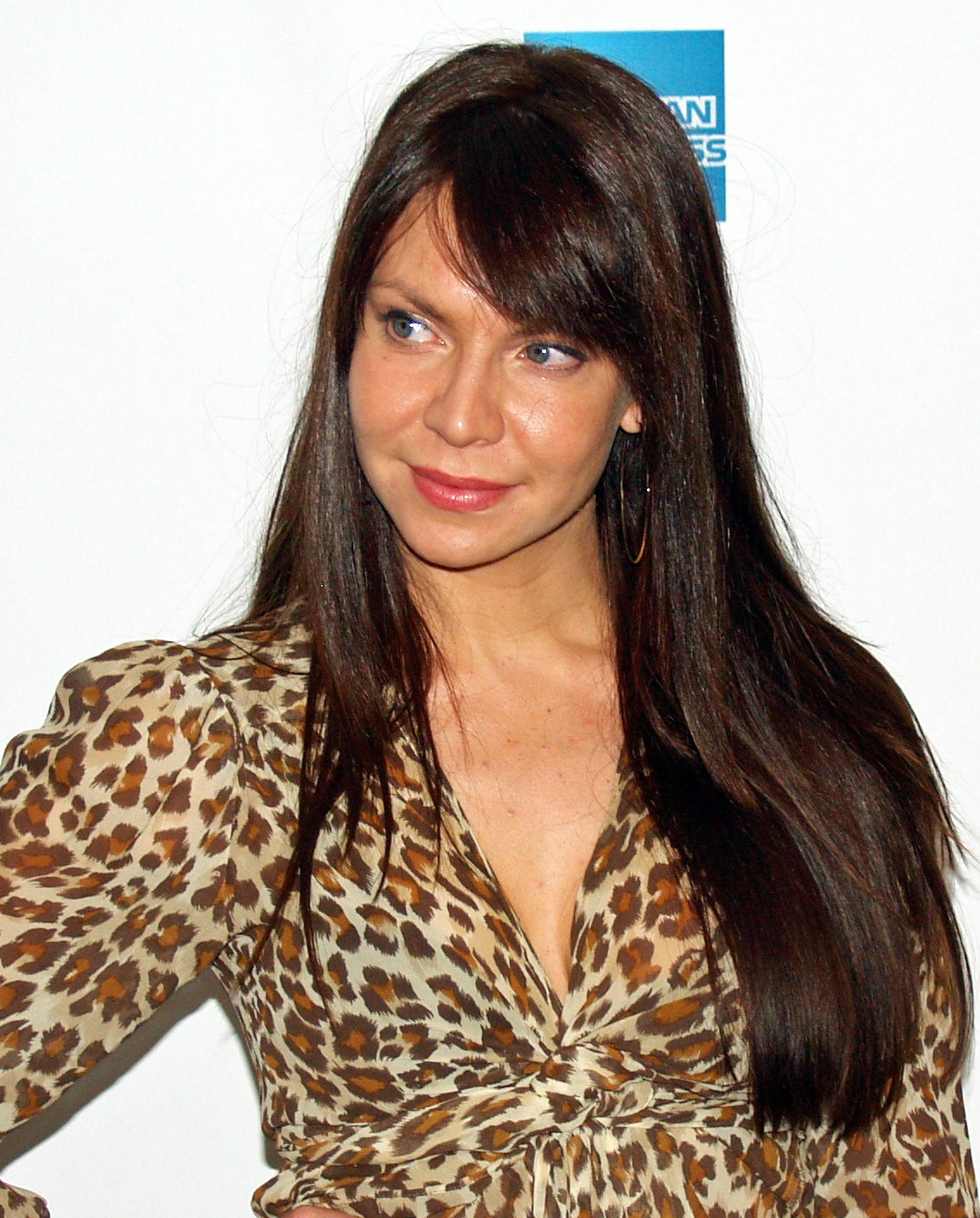
Cyia Batten, interprete di Navaar